# Santiago Samaniego
Santiago Nathaniel Rice Samaniego (ur. 25 stycznia 1974 w Panamie) – panamski bokser, były mistrz świata WBA w kategorii lekkośredniej.

## Kariera zawodowa
Jako zawodowiec zadebiutował 17 lipca 1993 roku, pokonując na punkty w 4 rundowym pojedynku Lorenzo Murillo. Do końca 1995 roku stoczył jeszcze 21 pojedynków z czego wygrał 20 i jeden przegrał, z Kubańczykiem Giorbisem Barthalemy'm, jednogłośnie na punkty.
W 1996 roku stoczył 3 walki, wszystkie wygrywając przez nokaut. Pokonał m.in. Edera Gonzaleza i Aquilino Asprillę, którzy walczyli w przeszłości o pas WBA w wadze lekkośredniej.
22 lutego 1997 roku otrzymał szansę walki o wakujący pas WBO. Jego rywalem był niepokonany Michael Löwe, a walka odbyła się w Niemczech. Santiago przegrał jednogłośnie na punkty (113-114, 110-117, 112-116), nie zdobywając mistrzostwa. W następnej walce został sensacyjnie znokautowany przez mało znanego Kolumbijczyka Felixa Hernandeza.
27 sierpnia 1999 roku, przegrał przez TKO w 7 rundzie z Vernonem Forrestem, stawką walki był pas NABF. Do końca 2001 stoczył jeszcze 9 pojedynków, z których 8 wygrał i 1 przegrał, zdobywając tytuł WBA Fedelatin w wadze lekkośredniej.
10 sierpnia 2002 roku otrzymał szansę walki o pas WBA Interim w wadze lekkośredniej. Jego rywalem był pochodzący z Senegalu, Mamadou Thiam. Samaniego zwyciężył przez TKO w ostatniej, dwunastej rundzie, zdobywając tymczasowe mistrzostwo świata. Po tym jak Vargas zdecydował się na unifikację z De la Hoyą, Samaniego został pełnoprawnym mistrzem. Tytuł stracił już w 1 obronie, na rzecz Meksykanina Alejandro Garcii, który pokonał go przez TKO w 3 starciu.

## Schyłek kariery
Po przegranej z Garcią, walczył jeszcze o eliminator WBA z Rhoshiim Wellsem, który pokonał go przez techniczną decyzję w 9 rundzie. W latach 2005–2007 stoczył 5 pojedynków z czego wygrał tylko jeden.
Na ring powrócił 4 lutego 2011 roku przegrywając z Vladinem Biossem.